# Karl Eichtinger
Karl Eichtinger (* 15. September 1924 in St. Jakob bei Breitenau als Karl Köberl; † 13. Juni 2014 in Kindberg) war ein österreichischer Lehrer, Schulleiter und Politiker (ÖVP), der von 1955 bis 1970 Vizebürgermeister von Kindberg war.
Vom 13. Dezember 1966 bis zum 18. Oktober 1991 gehörte er dem steirischen Landtag in sechs aufeinanderfolgenden Gesetzgebungsperioden als Landtagsabgeordneter an.

## Leben und Wirken

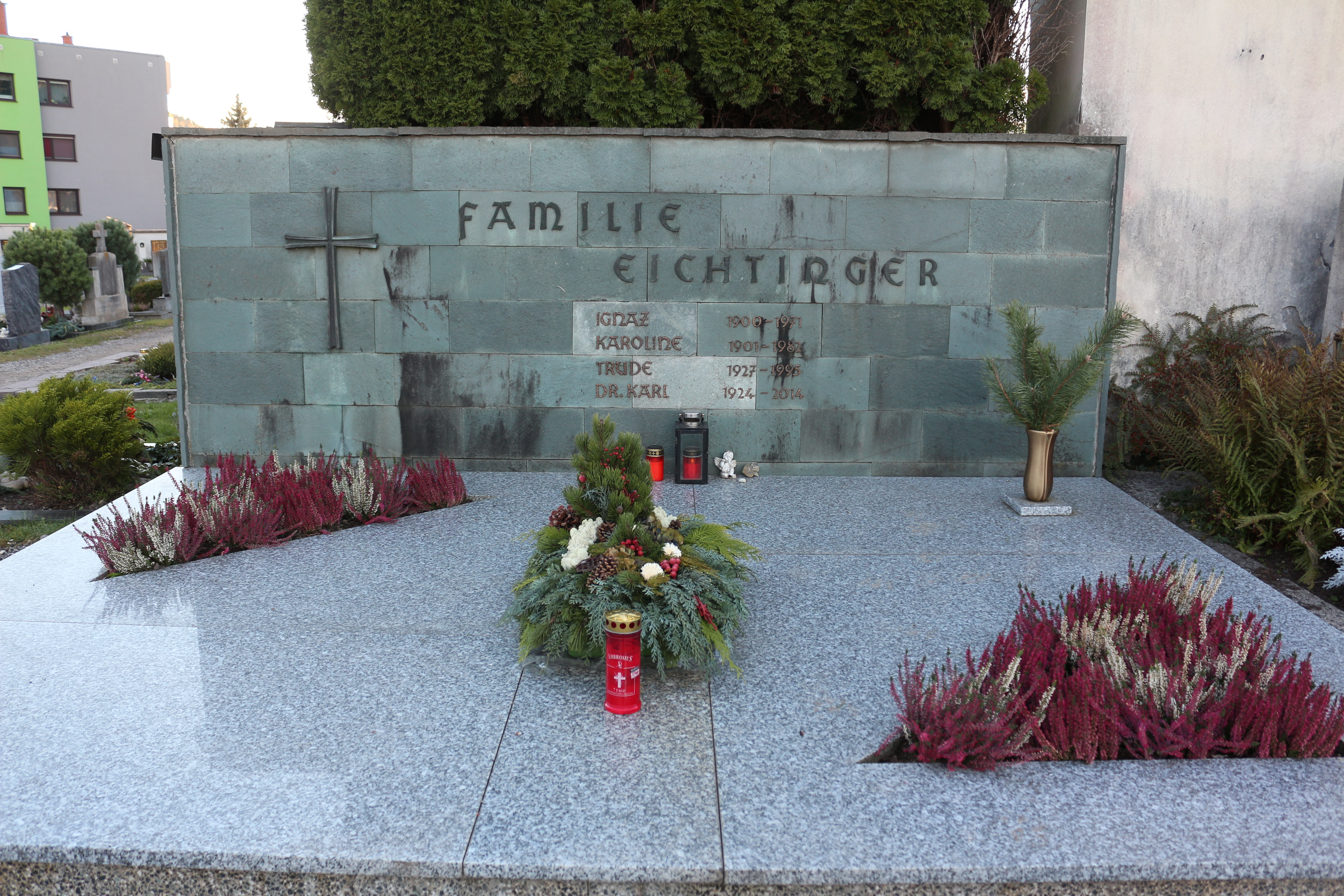
Grab der Familie Eichtinger am Friedhof von Kindberg (2024)

Karl Eichtinger wurde am 15. September 1924 als uneheliches Kind des Hüttenarbeiters Ignaz Eichtinger (* 16. Juli 1900 im Grubbauerviertel bei Ratten; † 12. August 1971 in Graz) und der Wirtschafterin Maria Köberl (* 31. Oktober 1901 in Niklasdorf; † 11. Dezember 1982) in St. Jakob bei Breitenau geboren, wo er auch aufwuchs und die Schule besuchte. Rund zwei Jahre nach Karl kam der Bruder Otto (* 1926; † ?) zur Welt. Die Eltern, die mittlerweile mit ihrer jungen Familie nach Hadersdorf gezogen waren, heirateten am 10. Februar 1929 in Kindberg, woraufhin die Ehe legitimiert worden war. Nach dem Besuch der Volks- und der Mittelschule maturierte Eichtinger am Bundesrealgymnasium (BRG) Bruck an der Mur. In weiterer Folge absolvierte er das Lehramtsstudium für Geschichte und Geographie, schloss dieses 1949 ab und arbeitete in weiterer Folge als Lehrer an verschiedenen Schulen. Nachdem er an einer allgemeinen Schule in Bruck an der Mur unterrichtet hatte, wechselte er als Lehrer zur Handelsschule Bruck und war auch in Mürzzuschlag als Lehrer tätig. Am 5. Dezember 1953 heiratete Eichtinger eine Gertraud „Trude“ Mitteregger (1927–1995). Im Jahre 1965 promovierte er an der Universität Graz zum Doktor der Rechte. Nur sechs Jahre zuvor war er am 16. Mai 1959 von Josef Schoiswohl, dem damaligen Bischof der Diözese Graz-Seckau, gefirmt worden.
Eichtinger war es auch, der sich aufgrund seiner guten Kontakte zum Landesschulrat für Steiermark unter der Leitung von Hanns Koren und zum damaligen und aus der Steiermark kommenden Unterrichtsminister Theodor Piffl-Perčević um die Errichtung eines Gymnasiums am Standort Kindberg verdient gemacht hat. Auch der aus dem Mürztal stammende Landesrat Anton Peltzmann machte seinen ganzen Einfluss geltend, um die Schulgründung in Kindberg zu sichern. Nach Zusicherung der Errichtung eines musisch-pädagogischen Realgymnasiums, dem später auch eine Unterstufe angeschlossen werden sollte, durch Piffl-Perčević wurde am 27. August 1969 mit einem Vertrag zwischen dem Bundesministerium für Unterricht und der damaligen Marktgemeinde Kindberg unter Bürgermeister Hans Karrer die Gründung des Realgymnasiums fixiert. Nachdem die Aufnahmeprüfungen für den ersten Jahrgang von Professoren des musisch-pädagogischen Realgymnasiums Hasnerplatz aus Graz in Kindberg abgenommen worden waren, fand unmittelbar nach Beginn des Unterrichtsjahres 1969/70 mit der Einweihung des Hauptschulzubaus auch die Eröffnungsfeier des Realgymnasiums, kurz MUPÄD genannt, dem späteren Bundesoberstufenrealgymnasium (BORG), in Kindberg statt. Als Expositur war es anfänglich dem BG/BRG Mürzzuschlag unter Direktor Hans Steiner unterstellt. Eichtinger gehörte dem Lehrpersonal von 1969 bis zu seiner Pensionierung 1984 an und war bei der Eröffnung des neuen Schulgebäudes 1986 nur als Gast zugegen. Nach der Ernennung von Hans Valent zum Direktor in Mürzzuschlag und der Expositur in Kindberg mit 1. Jänner 1971 wurde Eichtinger mit dem beginnenden neuen Schuljahr am 1. September 1971 zunächst zum pädagogischen Leiter der Expositur und zum 22. April 1974 als Direktor des nun selbstständigen Oberstufenrealgymnasiums ernannt. Mit Ende des Schuljahres 1983/84 wurde Eichtinger sowohl als Lehrer als auch als Direktor pensioniert.
In seiner Heimatstadt Kindberg wirkte Eichtinger nach Ende der Besatzungszeit neben seinem eigentlichen Beruf als Lehrer von 1955 bis 1970 als Vizebürgermeister der damaligen Marktgemeinde. Bürgermeister waren in diesem Zeitraum Alois Rust (1955 bis 1960), der während seiner Amtszeit als Bürgermeister auch Ersatzmitglied des österreichischen Bundesrates war, sowie Hans Karrer (1965 bis 1970), der wie Eichtinger in den steirischen Landtag einzog und diesem über einen Zeitraum von über 16 Jahren (1970–1968) in vier aufeinanderfolgenden Gesetzgebungsperioden als Abgeordneter angehörte. Zudem war Eichtinger von 1966 bis 1992 Bezirksparteiobmann der ÖVP Mürzzuschlag und viele Jahre Bezirksobmann des Österreichischen Arbeitnehmerinnen- und Arbeitnehmerbunds (ÖAAB) mit Bezirkssitz in Mürzzuschlag. Als Nachrücker für den im Mai 1966 verstorbenen Abgeordneten Alfred Rainer zog Eichtinger in der letzten Sitzung vor der Winterpause 1966/67 mit 13. Dezember 1966 in der VI. Gesetzgebungsperiode in den steirischen Landtag ein. Diesem gehörte er in weiterer Folge über einen Zeitraum von 25 Jahren in sechs aufeinanderfolgenden Gesetzgebungsperioden (VI., VII., VIII., IX., X.) als Landtagsabgeordneter an, schied am Ende der letztgenannten Gesetzgebungsperiode mit 18. Oktober 1991 aus dem Landtag und zog sich aus der aktiven Politik zurück. Zuvor war er als engagierter Arbeitnehmervertreter auch noch 13 Jahre lang (1978 bis 1991) als Schriftführer des Landtags tätig gewesen. Bei der Nationalratswahl 1975 stand Eichtinger an 25. Stelle auf der Liste der ÖVP, schaffte jedoch nicht den Einzug in den Nationalrat. Anlässlich des 100-jährigen Jubiläums der Ortsverbands Kindberg des Österreichischen Kameradschaftsbunds im Jahre 1976 übernahm Eichtinger in seiner Funktion als Landtagsabgeordneter zusammen mit anderen Persönlichkeiten den Ehrenschutz.
Karl Eichtinger, der zum Ende seines Lebens verwitwet war, lebte seit den 1950er Jahren in einem Einfamilienhaus in Kindberg. Eichtinger, der zeitlebens vielfach geehrt worden war und unter anderem den Berufstitel Professor und den Ehrentitel Hofrat trug, war unter anderem seit 1982 auch Ehrenbürger seiner nunmehrigen Heimatgemeinde Kindberg und starb am 13. Juni 2014 im Alter von 89 Jahren. Nach dem heiligen Requiem in der Pfarrkirche Kindberg wurde Eichtinger am 23. Juni 2014 auf dem Stadtfriedhof von Kindberg beerdigt. Er hinterließ einen noch lebenden Bruder, den hochrangigen steirischen Beamten und langjährigen Leiter der Landespersonalabteilung Werner Eichtinger, samt Familie sowie die Schwägerin Grete, Frau eines bereits verstorbenen Bruders, samt Familie.

## Auszeichnungen und Ehrungen
- 1982: Ernennung zum Ehrenbürger der Stadt Kindberg[14]